# 細爪龍屬
細爪龍（意為「纖細爪子的蜥蜴」）是一屬傷齒龍科的獸腳類恐龍，生存於白堊紀晚期的北美洲，化石出土於加拿大亞伯達省的恐龍公園層、可能還有雙麥迪遜層。本屬經歷過極複雜的研究歷史。模式種兼唯一種不等細爪龍（S. inequalis）於1932年由查爾斯·斯騰伯格根據來自恐龙公园層的一隻腳、手部碎片以及一些尾椎的標本而描述、命名。1969年戴爾·羅素描述了來自同地點更完整的細爪龍骨骼，並為日後著名的還原比例模型及虛構的恐龍後代――恐人（Dinosauroid）奠定了科學基礎。1980年代對腳部和腦殼的研究使得細爪龍广為人知。1987年菲力·柯里將其重新歸類至原本依照可疑零碎標本而建立的傷齒龍屬，其後很長一段時間細爪龍都普遍被視為傷齒龍的異名。直到2017年伊凡斯等人的研究才又將兩者分開，細爪龍恢復為獨立的屬，而傷齒龍則淪為疑名。同年柯里等人的研究亦同意此觀點。

## 發現歷史
最早被歸入傷齒龍、不是只有牙齒的標本，是於1928年由查爾斯·斯騰伯格在亞伯達省恐龍公園層所發現。其中一個於1932年由斯騰伯格命名為不等細爪龍（Stenonychosaurus inequalis），正模標本（編號CMN 8539）是不完整的個體，主要包含六節尾椎、手部骨骼與近乎完整的右腳骨骼。其中，如今已知其右腳第二趾加大的趾爪是早期近鳥類的典型特徵。斯騰伯格最初將細爪龍分類至虛骨龍科。第二個標本是部分下頜骨，於1932年由查爾斯·惠特尼·吉爾摩命名為一個蜥蜴的新種大多齒龍（Polyodontosaurus grandis）。後來於1951年斯騰伯格認為偉大多齒龍可能是傷齒龍的異名，並鑒於細爪龍有著「非常奇特的腳部」而傷齒龍有著「特別不尋常的牙齒」，推測兩者可能近緣。但礙於已知材料的稀缺，當時並沒有其他化石可供比較以支持這一論點。
除了正模標本，一些頭骨碎片標本也被鑑定為不等細爪龍，包含 UALVP 52611（一個幾乎完整的頭蓋骨）與 TMP 1986.036.0457（一個部分腦殼）。

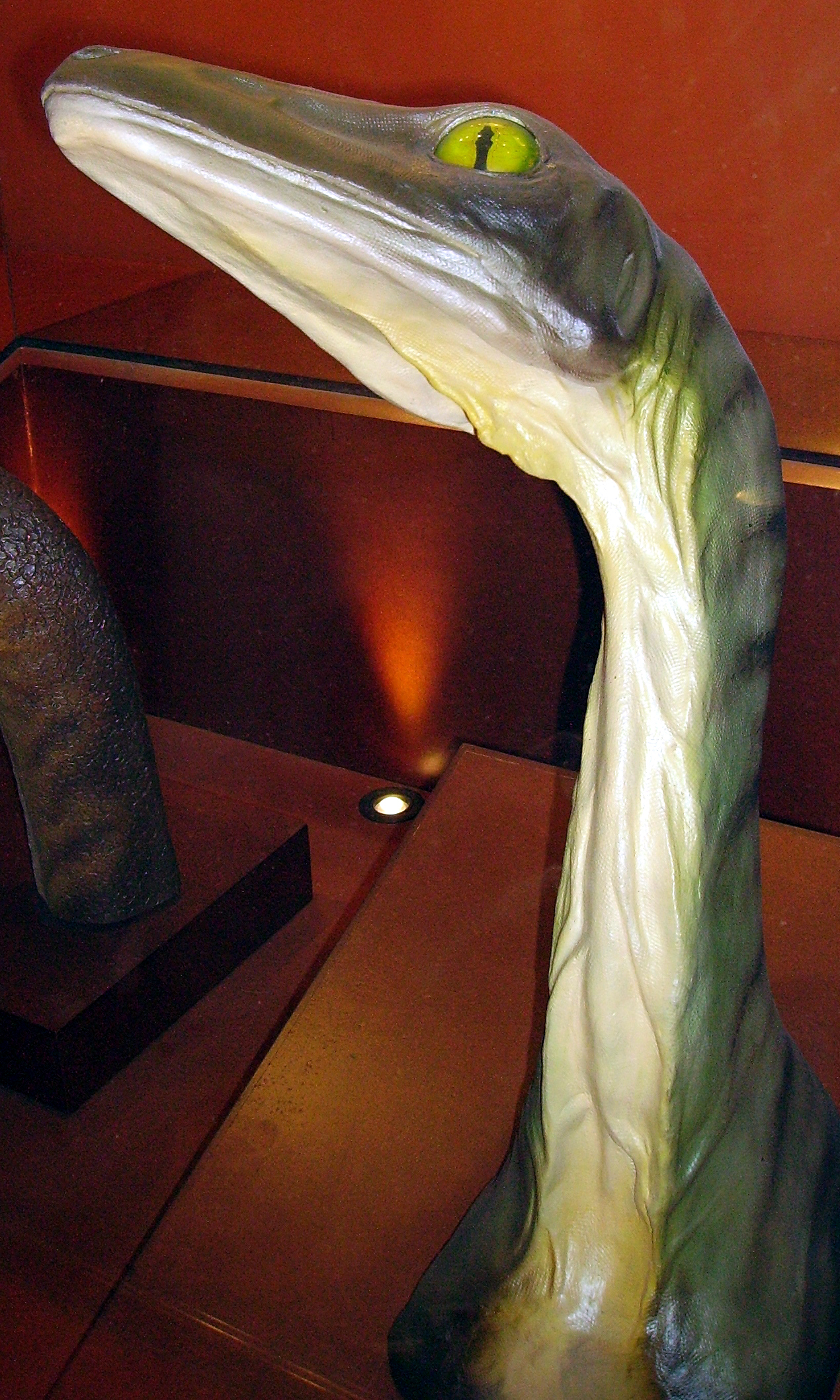
戴爾·羅素和朗·塞金的細爪龍雕像，展示於倫敦自然史博物館

1969年，戴爾·羅素描述了同樣來自恐龍公園、更完整的細爪龍骨骼。後來著名的1：1還原大小細爪龍雕像、以及衍生出的科幻產物—恐龍若未滅絕將演化出來的類人類—恐人（dinosauroid）的科學理論基礎，正是源自此研究。

## 延伸閱讀
- 傷齒龍類研究歷史（英语：Timeline of troodontid research）

## 外部連結
- 维基共享资源上的相關多媒體資源：細爪龍屬